# Лагерь (фильм, 2008)
«Лагерь» (англ. In Transit, также встречаются варианты перевода «Транзит» и «По этапу») — российско-британский драматический фильм 2008 года режиссёра Тома Робертса. Премьера состоялась 4 марта 2008 года.

## Сюжет
Действие фильма происходит зимой 1946 года в Ленинграде в лагере для немецких военнопленных.

## В ролях
| Актёр                | Роль             |
| -------------------- | ---------------- |
| Томас Кречман        | Макс Борт        |
| Даниэль Брюль        | Клаус Промпст    |
| Вера Фармига         | доктор Наталья   |
| Джон Малкович        | полковник Павлов |
| Натали Пресс         | Зина             |
| Ингеборга Дапку́найте | Вера             |
| Текла Рётен          | офицер Елена     |
| Евгений Миронов      | Андрей           |

## Отзывы
Фильм получил смешанные отзывы кинокритиков.